# Patriarcat d'Antioche des Syriaques
Le patriarcat d'Antioche des Syriaques (en latin : Patriarchatus Antiochenus Syrorum) est le siège patriarcal de l'Église catholique syriaque. Il est dirigé par le patriarche Ignace Joseph III Younan.

## Territoire
Le patriarcat étend sa juridiction à tous les fidèles catholiques syriaques résidant sur le territoire propre de l'Église catholique syriaque, c'est-à-dire dans les régions traditionnellement reconnues comme le lieu d'origine de cette Église sui iuris.
- éparchie patriarcal de Beyrouth ;
- les exarchats patriarcaux de Jérusalem, de Bassora et du Golfe et de la Turquie ;
- Le Soudan et le Soudan du Sud, territoire non constitué dans un district ecclésiastique ; en 2014 le protosyncellus (ie le vicaire général) est Clément-Joseph Hannouche, éparche syriaque du Caire ; 25 catholiques sont enregistrés.

Le patriarche catholique syriaque est membre de droit du Conseil des patriarches catholiques d'Orient. La procuration patriarcale du Saint-Siège est située à Rome, dans les locaux annexés à l'église Santa Maria della Concezione in Campo Marzio.
Sa cathédrale est Notre-Dame-de-l'Assomption de Beirouth.

## Note
1. ↑  Codice dei canoni delle Chiese orientali, art. 146-147. D. Le Tourneau, Le caractère personnel et territorial de la "potestas" des Patriarches orientaux, en «Folia Canonica» 5 (2002), pp. 85–93.